# هتر واتسون
 هتر واتسون (انگلیسی: Heather Watson؛ زاده ۱۹ مهٔ ۱۹۹۲) یک تنیس‌باز اهل بریتانیا است.